# Andrew Ridgeley
Andrew Ridgeley est un auteur-compositeur-interprète anglais, né le 26 janvier 1963 à Windlesham dans le Surrey. Il est membre du groupe Wham! avec George Michael de 1981 à 1986.

## Biographie
Andrew Ridgeley naît en 1963 à Windlesham, dans le comté de Surrey. Il a un frère nommé Paul, qui est batteur. Ses parents s'appellent Jennifer (1943-2009) et Albert Ridgeley (1932-2015). Sa mère est institutrice et peintre. Son père, dont les parents sont originaires d'Égypte et d'Italie, est musicien et travaille dans la photographie,. En 1975, la famille Ridgeley vit à Bushey. À l'école Bushey Meads, Andrew rencontre le jeune Georgios Panayiotou, plus tard connu sous le nom de George Michael. Les deux adolescents deviennent amis et Andrew surnomme George « Yog ». À l'issue de leur scolarité, George Panayiotou, Andrew Ridgeley et David Mortimer décident de fonder un groupe de musique. Pendant l'été 1979, les trois amis créent The Executive, accompagnés de Paul Ridgeley et d'Andrew Leaver. Les membres de The Executive présentent leurs maquettes à des responsables de maisons de disques de Londres, mais elles sont refusées. Toutefois, George et Andrew veulent continuer à travailler dans la musique.
En 1982, les deux amis signent un contrat chez Innervision Records, distribué par CBS Records, et fondent leur groupe Wham!. Dans une interview en 1983, Andrew Ridgeley parle de ses rapports professionnels avec George Michael : « On travaille tous les deux d'une façon très proche, que ce soit en ce qui concerne le studio ou notre approche du côté visuel du groupe. » Entre 1984 et 1985, ils connaissent rapidement un succès international avec les chansons Wake Me Up Before You Go-Go, Freedom, Everything She Wants et Last Christmas. Le 11 février 1985, Wham! remporte même le prix du meilleur groupe britannique aux Brit Awards. En 1981, Andrew Ridgeley coécrit également la ballade Careless Whisper avec George Michael, qui est un succès en 1984. Cependant, en 1985, George Michael souhaite mener une carrière en soliste et le groupe se sépare. L'année suivante, Wham! donne un concert d'adieu au stade de Wembley de Londres. La critique musicale n'est pas tendre avec Andrew Ridgeley. À propos du dernier album du groupe, David Fricke de Rolling Stone écrit : « Mais qu'est-ce qu'Andrew Ridgeley fait encore dans le groupe Wham!, à part apparaître sur le côté des photos, ? ». George Michael défend son ami : « C'est Andrew qui a réussi à transformer en un célèbre duo quelque chose qu'on avait commencé ingénument […]. Je lui dois beaucoup. J'ai eu beaucoup de chance de le rencontrer. »
Après la séparation de Wham!, Andrew Ridgeley se lance dans la compétition automobile. En 1986, il s'installe même à Monaco pour participer au championnat de France de Formule 3 avec l'écurie David Price Racing,. En 1990, il fait un come-back musical en sortant l'album Son of Albert sur le label Columbia. Son frère Paul y joue de la batterie et George Michael participe aux chœurs de la chanson Red Dress.  Le single Shake atteint la 58e place du hit-parade britannique et la 77e place du Billboard Hot 100 américain,. Aux États-Unis, Son of Albert ne dépasse pas la 130e place du Billboard 200. Dans le magazine Rolling Stone, il reçoit une mauvaise critique. Après une participation à un concert de George Michael à Rio de Janeiro en janvier 1991, Andrew Ridgeley se retire définitivement du monde musical.
Depuis les années 1990, il se consacre à plusieurs sports. Il soutient également l'association caritative et écologique Surfers Against Sewage, qui est impliquée dans la protection du littoral britannique. En décembre 2016, à la suite de la mort de George Michael, il déclare sur Twitter avoir « le cœur brisé par la perte de [son] ami adoré Yog,. » En février 2017, lors des Brit Awards, il honore la mémoire de son ami disparu avec ces mots : « George a laissé dans ses chansons, dans la beauté exceptionnelle de sa voix, et dans l'expression poétique de son âme, le meilleur de lui-même,. » Andrew Ridgeley publie deux ans plus tard ses mémoires sous le titre Wham! : George and Me. Une critique de la radio américaine NPR écrit à propos du livre qu'il constitue « un hommage touchant à un ami et à une époque où la musique pop se faisait avec plus d'innocence. » En 2019, il fait un caméo dans le film Last Christmas de Paul Feig.

## Vie privée
Au début des années 1980, Andrew Ridgeley a eu une liaison avec Shirlie Holliman, choriste de Wham!. Il a ensuite été en couple avec Keren Woodward de 1990 à 2017 et a vécu avec elle en Cornouailles,.

## Discographie

### Avec Wham!
- 1983 : Fantastic
- 1984 : Make It Big
- 1986 : The Final
- 1986 : Music from the Edge of Heaven

### En solo
- 1990 : Son of Albert